# Piotr Glas
Piotr Antoni Glas (ur. w 1964 w Rabce) – polski ksiądz katolicki, były zakonnik Towarzystwa Chrystusowego dla Polonii Zagranicznej do 2002 oraz były egzorcysta diecezji katolickiej w Portsmouth na południu Anglii. Jego rekolekcji internetowych wysłuchały setki tysięcy użytkowników. Znany z czci do Matki Bożej.
Urodził się w Rabce. Jak sam twierdził, zdecydował się przyjąć święcenia kapłańskie w wieku 17 lat, kiedy podczas spaceru z psem usłyszał głos, który kazał mu iść za Bogiem. Studiował na Katolickim Uniwersytecie Lubelskim. Początkowo pełnił posługę kapłańską w Szczecinie. Ostatecznie wyjechał do Wielkiej Brytanii. Blisko dwadzieścia lat pełnił posługę duszpasterską w diecezji Portsmouth. Przez jakiś czas był proboszczem parafii pw. świętego Józefa w Reading. Jest znanym rekolekcjonistą, prowadzi również konferencje oraz głosi kazania. Często wypowiada się w mediach na związane z wiarą katolicką tematy.
Jest znany z dużego kultu Matki Bożej i ze swoich konserwatywnych poglądów, które niejednokrotnie były przedmiotem dyskusji w Internecie, również tych z udziałem przedstawicieli polskiego Episkopatu. 15 października 2016 roku na Błoniach jasnogórskich w czasie Wielkiej Pokuty w obecności ponad 100 tysięcy wiernych odmówił modlitwę o uwolnienie Polski spod mocy ciemności.

## Egzorcyzmy
Przez prawie dziesięć lat, oprócz pełnienia swoich codziennych obowiązków, Piotr Glas wykonywał praktyki egzorcystyczne. O swoich przeżyciach z tamtych czasów wielokrotnie opowiadał podczas wywiadów, w swoich publikacjach oraz w nagraniach zamieszczanych w serwisie YouTube. W komunikacie wydanym w 2017 przez kurię diecezji płockiej opublikowano m.in., że Glas nie posiada formalnej zgody na pełnienie posługi egzorcysty. Ponadto, podając się za egzorcystę, dopuszcza się on praktyk, których nie wolno stosować. Zasłynął publicznie m.in. twierdzeniami o tym, że „szatan zamierza go zabić” oraz że tatuaże wykonywane są „demonicznymi farbami”.

## Sprawa o molestowanie małoletniego i zarzuty utrudniania postępowania
24 czerwca 2024 diecezja katolicka w Portsmouth poinformowała, że ks. Piotr Glas został oskarżony przez prokuraturę o popełnienie dziesięciu przestępstw natury seksualnej wobec osoby małoletniej. Sąd wyodrębnił też osobną sprawę o mataczenie w śledztwie. Rzecznik diecezji wyjaśnił w komunikacie skierowanym do wiernych i duchownych, że zarzuty mu postawione dotyczą czasu, gdy pełnił on posługę duszpasterską na wyspie Jersey w latach 2002–2008. Na czas wyjaśnienia sprawy kapłan został odsunięty od pełnienia publicznej posługi duszpasterskiej, a policja nałożyła na niego zakaz opuszczania Jersey oraz obowiązek comiesięcznego stawiennictwa na komisariacie. Duchowny przebywał na wolności dzięki wpłaconej kaucji.  
Sprawa o molestowanie odbyła się przed  Królewskim Sądem (Karnym) hrabstwa Jersey. 9 kwietnia 2025 Glas został uznany winnym trzech z dziesięciu pierwotnie przedstawionych mu w akcie oskarżenia zarzutów i aresztowany po rozprawie. W związku z tymi przestępstwami, w czerwcu tego samego roku duchowy został skazany na pięć lat więzienia i wpisany do rejestru przestępców seksualnych na okres dziesięciu lat. Dodatkowo sąd nakazał mu zapłatę 12 tys. funtów za terapię odbywaną przez pokrzywdzonego. Otrzymał również dożywotni zakaz kontaktów z ofiarą.

## Publikacje
- Dzisiaj trzeba wybrać. O potędze Maryi, walce duchowej i czasach ostatecznych (2017) – rozmowa z Tomaszem Terlikowskim
- Dekalog. Prawdziwa droga w czasach zamętu (2018) – rozmowa z Tomaszem Terlikowskim
- Proroctwo, które można wypełnić (2019) – praca zbiorowa
- 40 dni walki duchowej (2019)
- Ostatnie wołanie Maryi (2019)
- Ocalenie w Maryi (2020)
- Ostateczna bitwa o rodzinę (2022) – rozmowa z Jackiem Pulikowskiem
- Noc bluźnierstw. W oczekiwaniu na świt (2022) – rozmowa z Krzysztofem Gędłekiem